# Palau-sator (kommun)
Palau-sator är en kommun i Spanien.   Den ligger i provinsen Província de Girona och regionen Katalonien, i den östra delen av landet, 600 km öster om huvudstaden Madrid. Antalet invånare är 294. Arean är 12,4 kvadratkilometer. Palau-sator gränsar till Pals, Torrent, Forallac, Ullastret och Fontanilles. 
Terrängen i Palau-sator är platt.